# Brigitte Pakendorf
Pour les articles homonymes, voir Pakendorf (homonymie).
Brigitte Pakendorf est une chercheuse en linguistique et anthropologie moléculaire se consacrant aux approches interdisciplinaires du langage et des échanges entre populations. Elle est directrice de recherche au CNRS depuis 2012 et a reçu une médaille d'argent en 2016 pour ses travaux.

## Biographie
Brigitte Pakendorf est née en 1970 en Afrique du Sud.
Elle soutient une première thèse à la faculté de biologie de l'université de Hambourg en 2001 consacrée à l'histoire génétique des Iakoutes, et est également docteur de l'université de Leyde. Sa seconde thèse porte sur la préhistoire des Iakoutes, dans une perspective linguistique et génétique.
Elle a conduit plusieurs expéditions de terrain en Yakoutie et en Extrême-Orient russe (Kamtchatka et partie inférieure de l’Amour), et maitrise la langue russe,.
Elle fonde en 2007 un groupe de recherche en linguistique comparative des populations, qu’elle a dirigé jusqu’en 2011 à l’Institut Max-Planck d'anthropologie évolutionniste de Leipzig, en Allemagne, puis est nommée en 2012 directrice de recherche au CNRS au laboratoire Dynamique du langage (DDL) de l'Institut des sciences humaines et sociales, à Lyon.

## Axes de recherche
L'approche de Brigitte Pakendorf est interdisciplinaire, à la croisée de l’anthropologie moléculaire et de la linguistique. En se basant sur l’analyse de données linguistiques et génétiques, la chercheuse s’efforce de décrypter les mécanismes qui sous-tendent le changement des langues dans les situations de contact.
Elle étudie plus particulièrement les langues évène et iakoute, ainsi que le néguidale. Elle contribue également à des travaux de bio-anthropologie sur la préhistoire de peuples d'Afrique du Sud.

## Distinctions
- 2016 : médaille d'argent du CNRS[5]

## Publications
- Avec R. Kuz'mina, 2016, « Evenskij jazyk [Even] », dans Jazyk i obščestvo. Enciklopedija [Langue et société. Une Encyclopédie] , Mixal'čenko, V. (éd.), Izdatel'skij Centr "Azbukovnik", p. 583-587.
- « Une comparaison des morphèmes copiés dans Sakha (Yakut) et Ėven », dans Borrowed Morphology , Gardani, F., Arkadiev, P. et Amiridze, N. (eds), Berlin / Boston / Munich, De Gruyter Mouton, 2015, p. 157-187.
- « Linguistique historique et anthropologie moléculaire », dans le Handbook of Historical Linguistics de Routledge, Bowern, C. et Evans, B. (éd.), Oxon, New York, Routledge, 2014, p. 627-641.
- « Perspectives anthropologiques moléculaires sur la région du bassin du Kalahari », dans Beyond 'Khoisan'. Relations historiques dans le bassin du Kalahari , Güldemann, T. & Fehn, AM (éd.), Amsterdam / New York, John Benjamins Publishing Company, 2014, p. 45-68.
- « Copie de paradigme dans Tungusic: le dialecte de Lamunkhin d'Ėven et au-delà », dans le changement de paradigme. Dans les langues transeurasiennes et au-delà , Robbeets, M. et Bisang, W. (éd.), Amsterdam, New York, John Benjamins, 2014, p. 287-310.
- « Grammaticalisation naissante d'un marqueur de clause d'objet redondant dans Lamunxin Ėven: Changement induit par contact ou innovation indépendante ? », Dans Grammaticalisation partagée. Avec un accent particulier sur les langues transeurasiennes, Robbeets, M. et Cuyckens, H. (eds), Amsterdam, John Benjamins, 2013, p. 259-283.
- « Le jeu de la variation interne du langage et de l'influence du contact dans le changement de langage », dans Le jeu de la variation et du changement des paramètres de contact , Léglise, I. & Chamoreau, Amsterdam, Benjamins, 2013, p. 199-227.
- « Les modèles de relativisation en Asie du Nord: vers une typologie raffinée des clauses relatives participatives prenominales », dans les clauses complexes dans la perspective trans -linguistique , Diessel, H. & Gast, V. (eds), de Gruyter Mouton, 2012, p. 253-283.